# Justus Lembach
Justus Lembach (* 6. Juni 2001) ist ein deutscher Volleyballspieler.

## Karriere
Lembach spielte in seiner Jugend in Köln beim FC Junkersdorf und seit 2017 beim TV Mömlingen. Mit einem Zweitspielrecht war der Zuspieler auch mit dem Volleyball-Internat Frankfurt in der 2. Bundesliga Süd und in der 3. Liga Süd aktiv. 2020 wechselte er zum Bundesligisten WWK Volleys Herrsching.